# Chômage involontaire
Le chômage involontaire est un concept d'économie désignant la situation d'un agent économique souhaitant offrir sa force de travail, mais n'obtenant aucune embauche de la part des entreprises. Le chômage involontaire a fait l'objet de débats économiques.

## Concept
Le chômage involontaire désigne une situation de chômage forcé pour un agent économique. Alors qu'il souhaite participer au marché du travail, il ne parvient pas à le faire car il ne bénéficie d'aucune décision d'embauche. C'est donc une situation où le salaire de réserve est inférieur au salaire du marché, et où toutefois aucune embauche n'a lieu. Il s'agit d'une situation de déséquilibre individuel car l'agent économique ne peut pas réaliser le plan optimisateur voulu.

## Théories

### École classique
L'école classique de l'économie soutenait que le chômage involontaire n'était pas possible lorsque le marché était libre. En effet, dans un tel marché, le salaire individuel est égal au produit marginal du travail. Pour les classiques, le chômage est dû au chômage de frottement (défaut d'ajustement provisoire sur le marché du travail), et le chômage volontaire (les travailleurs refusent de travailler au prix qui leur est proposé par le marché).

### École néoclassique
L'école néoclassique admet l'existence d'un chômage involontaire dans les marchés qui ne relèvent pas de la concurrence pure et parfaite. La rigidité salariale à la baisse crée des situations temporaires où le chômage involontaire peut exister.

### Keynésianisme
John Maynard Keynes s'oppose, dans le sillage de la Grande Dépression, à la théorie du chômage volontaire en consacrant le concept de chômage involontaire en économie. Il soutient que le chômage involontaire existe lorsque le niveau de l'emploi est trop faible. Il convient alors pour l’État d'augmenter la demande effective, élevant le niveau d'emploi, ce qui diminue le produit marginal du travail et provoque une baisse de salaires, facilitant l'embauche.

### Nouvelle économie classique
La nouvelle économie classique marque le retour, après la synthèse néoclassique, d'un corpus d'idées inspiré de l'école néoclassique. Toutefois, la NEC admet l'existence d'un chômage involontaire. 